# シネプレックス・オデオン
シネプレックス・オデオン・コーポレーション (Cineplex Odeon Corporation) は、北米最大級の映画興行会社の1つであり、カナダとアメリカを拠点としていた。シネプレックス・オデオンの劇場はカナダでは現在シネプレックスによって運営されており、アメリカではAMCシアターズになっている。
シネプレックスは1979年4月19日にガース・ドラビンスキーとナット・テイラーにより設立され、カナダオンタリオ州トロントのトロント・イートン・センターに最初のシネマコンプレックスを開業した。
1984年、シネプレックスはイギリス法人オデオン・シネマズの一部署であるカナディアン・オデオン・シネマズと同社がカナダで運営する劇場を買収し、シネプレックス・オデオンになった。映画配給会社のシネプレックス・オデオン・フィルムに加え家庭用ビデオ販売のシネプレックス・オデオン・ホーム・ビデオ（後のシネプレックス・オデオン・ビデオ）が数年後に設立されたが、映画配給は1997年に撤退し、家庭用ビデオ販売もその1年後に終了した。
1998年5月、シネプレックス・オデオンの映画館はニューヨークを拠点とするロウズ・シアター（1904年、マーカス・ロウが設立）と統合し、ロウズ・シネプレックス・エンターテインメントになった。それから数年以内に、オネックス社はアメリカの部門を売却。カナダの運営は残し、シネプレックス・ギャラクシーLPとした。ワシントン州バーリントンの映画館はオリジナルの看板が残る劇場の1つである。
2005年7月、シネプレックス・ギャラクシーLPはカナダ最大の競合企業であったフェイマス・プレイヤーをバイアコムから買収し、カナダ最大の映画興行チェーンとなった。以降、同社はシネプレックス・エンターテインメントLPに社名変更している。
また、AMCシアターズもグレータートロント周辺にシネプレックス・シアターズのブランドでも劇場を展開している。